# Gustau Muñoz i Veiga
|  | Aquest article tracta sobre l'economista i assagista valencià. Si cerqueu el militant comunista català, vegeu «Gustavo Adolfo Muñoz de Bustillo Gallego». |

Gustau Muñoz i Veiga (València, 21 de gener de 1951) és un economista, assagista i traductor valencià.

## Trajectòria
Des de ben jove s'integrà en les joventuts comunistes, en Germania Socialista, i entre el 1975 i el 1980 milità en el Partit Comunista del País Valencià, com a membre del comitè central, del comitè executiu, i del consell de redacció de l'òrgan del partit, Cal dir. Després va ser coordinador de la revista Trellat i un dels fundadors de l'Agrupament d'Esquerra del País Valencià i d'Unitat del Poble Valencià. Fou membre del consell polític d'aquesta darrera formació fins que, el 1989, la deixà per disconformitat amb la decisió de donar suport a Convergència i Unió en les eleccions europees.
Des d'aleshores s'ha centrat en l'activisme cultural i cívic, impulsant plataformes com País Valencià i Democràcia i Valencians pel Canvi. Durant un breu període fou professor de Política Econòmica a la Facultat de Ciències Econòmiques de la Universitat de València (UV). Del 1986 al 1998 va ser membre de la Institució Valenciana d'Estudis i Investigació i cap de redacció de la revista Debats. També va fundar en el seu moment col·leccions d'assaig com «Sagitari» d'Editorial Germania i «Arguments» de Tàndem Edicions.
Actualment, és codirector de la revista de la UV L'Espill, membre del consell de redacció de la revista El contemporani i de l'equip que coordina la revista Caràcters, on es fa càrrec de la secció d'assaig. Ha estat col·laborador habitual en revistes com ara Saó, Nous Horitzons, El Temps, Afers, Revista de Catalunya, i en la premsa diària, i ha traduït més de seixanta llibres al català i al castellà, així com un bon nombre d'articles, principalment de l'anglès i de l'alemany. Entre els autors traduïts destaquen Jacob Burckhardt, Max Horkheimer, Rudolf Hilferding, Johann Wolfgang Goethe, Alain Touraine, Leo Löwenthal i Ernest Gellner. Així mateix, ha escrit i publicat estudis d'història del pensament sobre Karl Marx, Rosa Luxemburg, Rudolf Hilferding, Max Stirner i el valencià Joan Fuster, entre d'altres.

## Obres
- Intervencions: entre cultura i política. València: Tàndem, 1998.
- A l'inici del segle: un dietari de reflexions. València: Tres i Quatre, 2002.
- Herència d'una època. València: Tàndem, 2006.
- Corrents de fons. Gandia: Lletra Impresa, 2019.
- La vida dels llibres. Catarroja: Afers, 2019.[5]
- El vertigen dels dies: notes per a un dietari. Barcelona: L'Avenç, 2019.
- Elogi del pensament crític. Catarroja: Afers, 2020.[6]
- Espill d'un temps: país, política, cultura, memòria. València: Vincle, 2021
- Emili Gómez Nadal (1907-1993). Barcelona: Fundació Josep Irla, 2021
- El temps que vius: elements per a una crítica del present. Gandia: 2022
- Després del llibre: notes sobre llibres, història i cultura. Barcelona: Universitat de Barcelona, Publicacions i Edicions, 2023.[7]
- El rastre dels llibres. Catarroja: Editorial Afers, 2025.